# Классификация метеоритов
Классификация метеоритов — систематика найденных на Земле метеоритов по минералогическому составу и строению.

## Традиционная классификация
Метеориты часто разделяют на три обширные группы, в зависимости от доминирующего состава:
- Минерального материала (каменные метеориты);
  - хондриты (группа метеоритов, подвергшихся лишь незначительным изменениям с момента формирования их материнского тела, характеризуются наличием хондр);
  - ахондриты (группа метеоритов, имеющая сложное происхождение, включающее в себя отделение от планеты или астероида).
- Металлического материала (железные метеориты, или сидериты (от др.-греч. σίδηρος — железо)
  - Железные метеориты традиционно включали в себя объекты, имеющие сходную внутреннюю структуру (октаэдриты, гексаэдриты[англ.]* и атакситы[1][2][3]), но эти термины сейчас используются чисто в описательных целях, а сейчас их разделяют по химическому составу.
- Смешанного материала (железно-каменные метеориты).
  - палласиты (которые, в свою очередь подразделяются на несколько обособленных групп);
  - мезосидериты.

Данные категории использовались по крайней мере с начала XIX века, но они не имеют особой генетической значимости; это просто традиционный и удобный способ группировки образцов. Так, одна из групп хондритов содержит более 50 % металлической фазы по объёму, и такие метеориты назывались железно-каменными до тех пор, пока не было обнаружено их родство с хондритами. Некоторые железные метеориты также содержат много силикатных вкраплений, но редко описываются как железно-каменные.
Тем не менее данные три категории наиболее широко используются при классификации метеоритов.
Классификация по иерархии:

### Каменные метеориты
Хондриты
- Класс углеродосодержащих хондритов
  - Группа хондритов CI
  - Клан хондритов CM-CO
    - Группа хондритов CM
    - Группа хондритов CO

  - Клан хондритов CV-CK
    - Группа хондритов CV
      - Подгруппа хондритов CV-oxA
      - Подгруппа хондритов CV-oxB
      - Подгруппа хондритов CV-red

    - Группа хондритов CK

  - Клан хондритов CR
    - Группа хондритов CR
    - Группа хондритов CH chondrite
    - Группа хондритов CB
      - Подгруппа хондритов CBa
      - Подгруппа хондритов CBb
- Класс обыкновенных хондритов
  - Группа хондритов H
  - Группа хондритов L
  - Группа хондритов LL
- Класс хондритов-энстатитов
  - Группа хондритов EH
  - Группа хондритов EL
- Группы других хондритов, не из основных классов
  - Группа хондритов R
  - Группа хондритов K chondrite

Ахондриты
- Примитивные ахондриты
  - Клан акапулькитов-лодранитов
    - Группа акапулькитов
    - Группа лодранитов

  - Группа брахинитов
  - Группа винонаитов
  - Группа урейлитов
- Клан метеоритов HED (возможно, с астероида Веста)
  - Группа ховардитов
  - Группа эукритов
  - Группа диогенитов
- Группа лунных метеоритов
- Метеориты SNC
  - Шерготтиты
  - Нахлиты
  - Чассигниты
  - Другие метеориты SNC
- Группа ангидритов
- Группа аубритов (энстатитные ахондриты)

### Железно-каменные метеориты
Палласиты
- Основная группа палласитов
- «Орлиные» палласиты
- Палласиты-пироксены

Группа мезосидеритов

### Железные метеориты
Магматические железные метеориты
- Группа железных метеоритов IC
- Группа железных метеоритов IIAB
- Группа железных метеоритов IIC
- Группа железных метеоритов IID
- Группа железных метеоритов IIF
- Группа железных метеоритов IIG
- Группа железных метеоритов IIIAB
- Группа железных метеоритов IIIE
- Группа железных метеоритов IIIF
- Группа железных метеоритов IVA
- Группа железных метеоритов IVB

Группа немагматических или примитивных метеоритов
- Комплекс или клан железных метеоритов IAB (ранее — группы IAB и IIICD).
  - Основная группа IAB
  - Группа Удеи
  - Группа Pitts
  - Подгруппа sLL (мало Au, мало Ni)
  - Подгруппа sLM (мало Au, средне Ni)
  - Подгруппа sLH (мало Au, много Ni)
  - Подгруппа sHL (много Au, мало Ni)
  - Подгруппа sHH (много Au, много Ni)
- Группа железных метеоритов IIE